# Dret d'asil

Demandants d'asil segons el país d'origen (2009).
40,000 demandants d'asil
30,000 demandants d'asil
20,000 demandants d'asil
10,000 demandants d'asil
<10,000 demandants d'asil (o cap dades)

El dret d'asil és la potestat que tenen els estats per a oferir protecció a determinades persones (nacionals d'altres estats), les vides dels quals, llibertats o drets fonamentals siguin objecte de persecució o violència, o es trobin amenaçats en el seu país d'origen o tercers països. L'asil comporta els efectes de no devolució, no expulsió i no extradició de la persona que gaudeix d'aquest estatut.
Amb la "tesi d'extraterritorialitat de les ambaixades i legacions" de Grotius, es considerava que l'asil diplomàtic era un corol·lari de l'asil brindat per un estat estranger, pel qual el delinqüent quedava asilat no només si aconseguia escapar a territori estranger, sinó també si obtenia asil en la legació o ambaixada d'un país estranger. Avui pot dir-se que el dret d'asil diplomàtic per als delinqüents polítics no és una institució reconeguda pel dret internacional general de base consuetudinària: és una pràctica de base convencional i consuetudinària que lliga gairebé exclusivament als països d'Amèrica Llatina, un costum regional.

## Orígens històrics
La institució del dret d'asil la trobem ja a en diverses civilitzacions clàssiques com ara l'antic Egipte, l'antiga Grècia, la Roma Imperial, i també s'observa en diverses parts del llibre de l'Antic Testament.
A Grècia el terme "asylía" tenia un doble sentit: En el seu aspecte polític suposava la garantia que una ciutat oferia als visitants estrangers de respectar llur vida i propietats. En l'aspecte religiós constituïa el dret de certs temples a oferir a qualsevol que busqués protecció dintre dels seus murs la inviolabilitat respecte a aquells que el perseguissin.
El catolicisme va universalitzar-lo durant el segle iv a partir de les prèdiques d'Ambròs de Milà i de Gregori de Nazianz, i el va formalitzar al concili de Cartago del 399. Encara s'establia al Codi de Dret Canònic de 1917 (cànons 1160 i 1179), però actualment rarament s'aplica a la pràctica.